# Losbanosia vuilleti
Losbanosia vuilleti är en insektsart som först beskrevs av William Lucas Distant 1914.  Losbanosia vuilleti ingår i släktet Losbanosia och familjen Derbidae. Inga underarter finns listade i Catalogue of Life.